# Kamieniec (Głuchołazy)
Kamieniec – część miasta Głuchołazy.
W Kamieńcu przy ul. Parkowej znajduje się Zakład Opiekuńczo-Leczniczy.